# Бомбарда

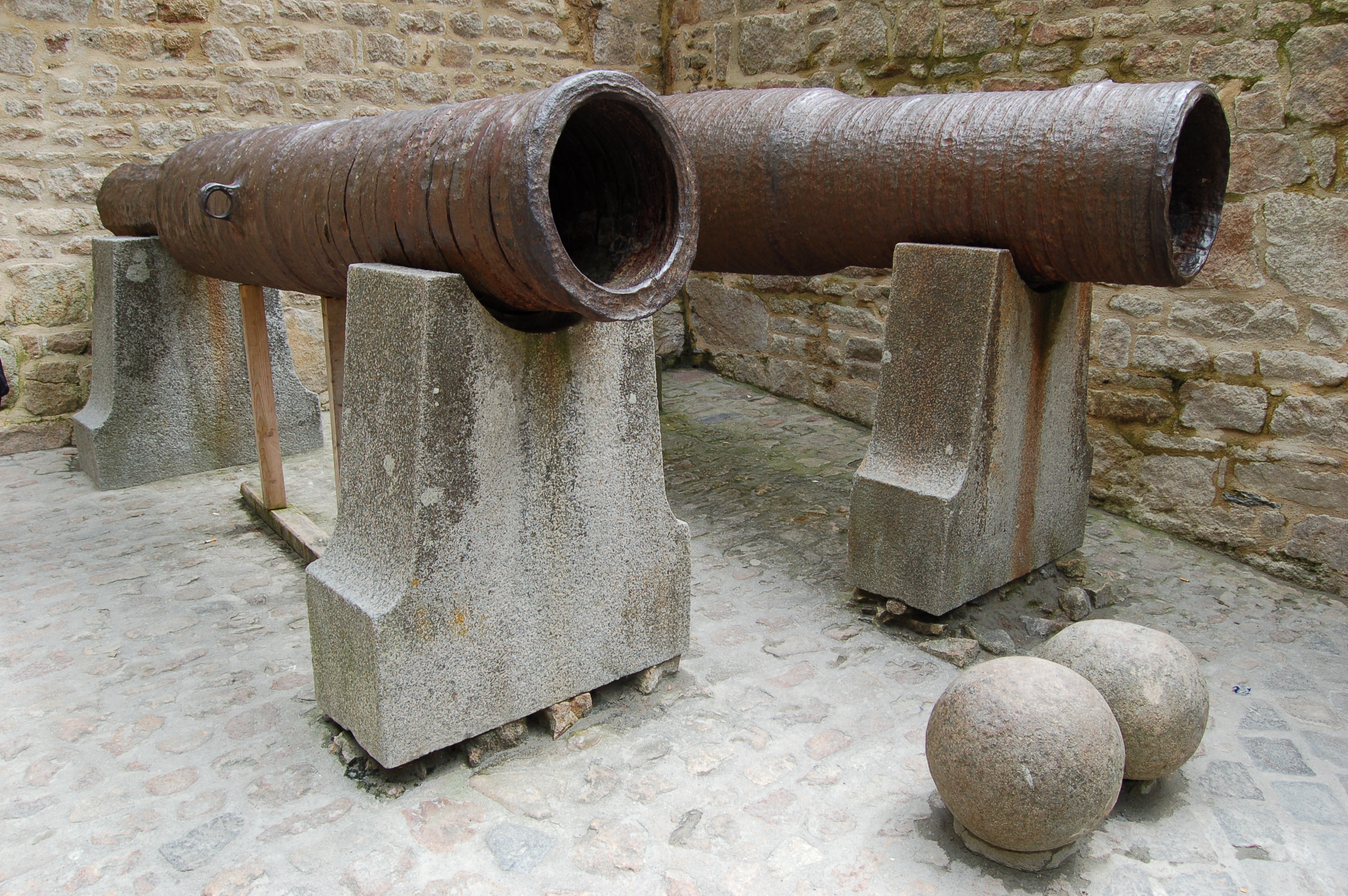
Бомбарды XV века

Бомба́рда (от фр. bombarde) — название первых артиллерийских орудий различного калибра и конструкции, имевших распространение с XIV по XV век.
В более узком смысле — осадное орудие большого калибра с небольшим удлинением ствола (длина канала не более 5-6 калибров).
К интерпретации термина «бомбарда» как в исторических источниках, так и в современной литературе следует относиться с осторожностью, так как, ввиду отсутствия стандартизации орудий того периода и широкого применения термина, он мог относиться к орудиям самых разнообразных конструкций и размеров.
В частности, первые бомбарды были небольшими и стреляли ядрами не тяжелее 5 фунтов (2,5 кг), впоследствии же калибр некоторых орудий, называемых бомбардами, превышал 500 мм при весе ядра более 700 фунтов (320 кг), а вес самих крупных орудий был больше 15 тонн.
Бомбарды применялись как для настильной, так и для навесной стрельбы. И являются предшественниками всех типов гладкоствольных артиллерийских орудий — как пушек и кулеврин (длинноствольная артиллерия), так и мортир (короткоствольная артиллерия, стреляющая по навесной траектории), так и гаубиц, занимавших промежуточное положение между пушками и мортирами.
К бомбардам («ручным бомбардам») также относят и первые, самые примитивные, образцы ручного огнестрельного оружия, предшествовавшего аркебузам.

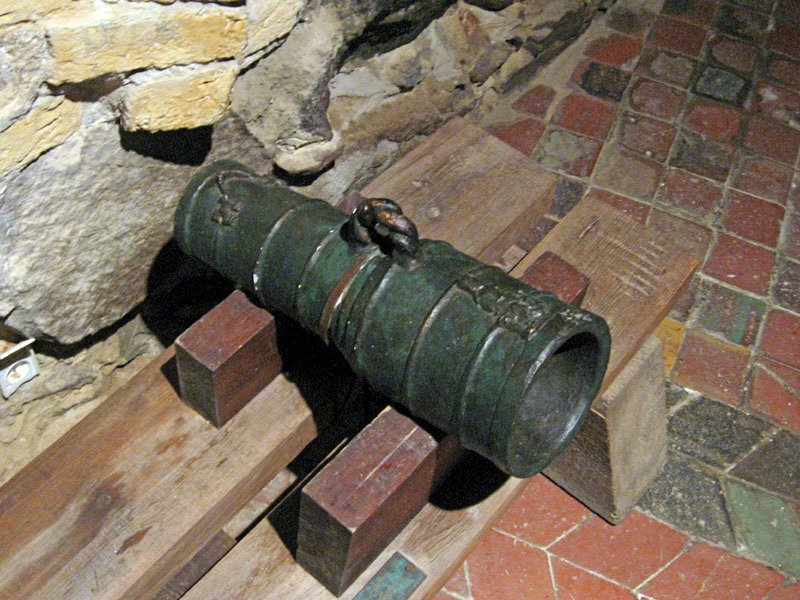
Бомбарда из замка города Мариенвердер (начало XV века). Единственная сохранившаяся бомбарда, использовавшаяся Тевтонским орденом

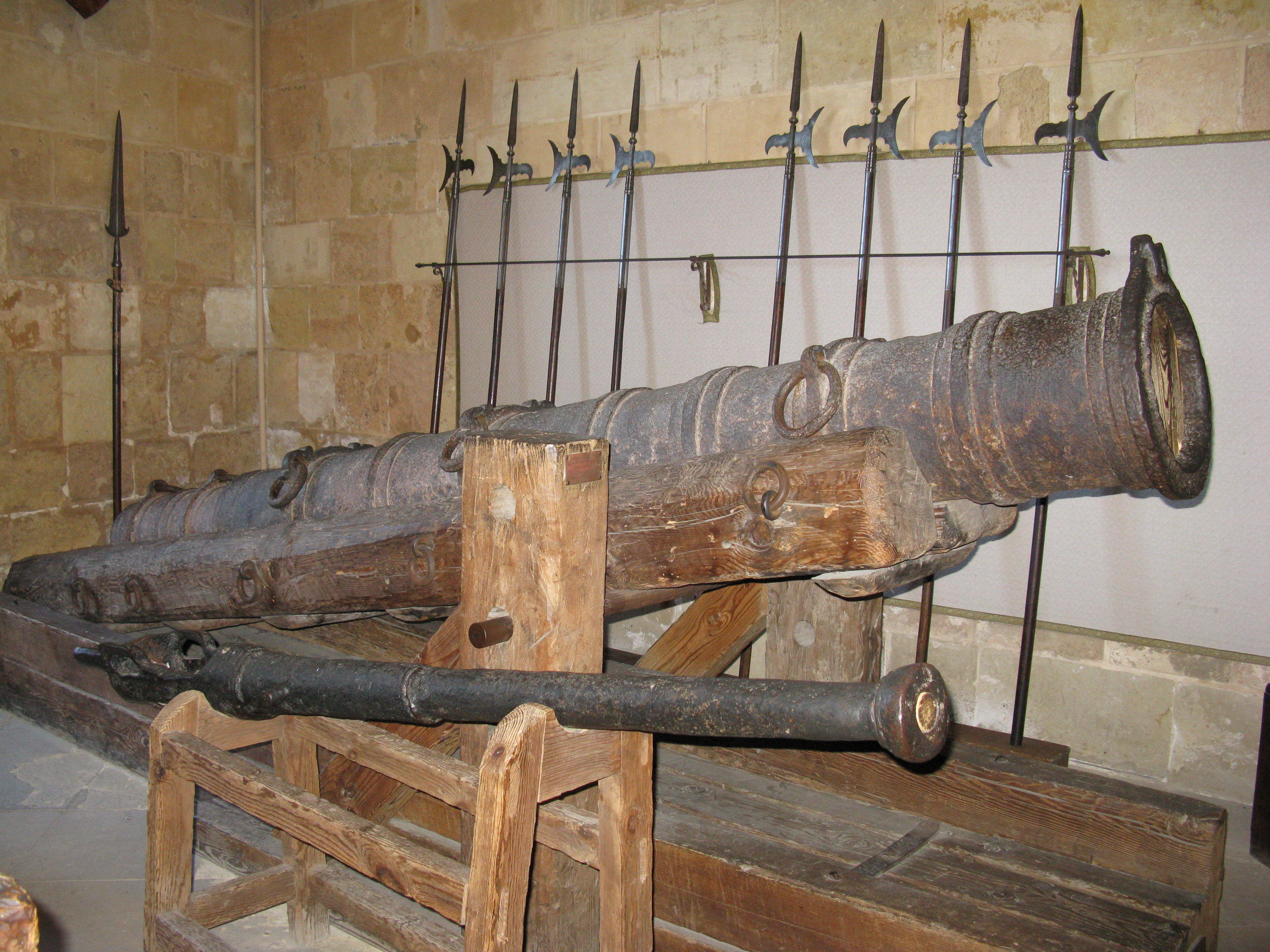
Бомбарда из замка Алькасар в Сеговии. XV в.

## Этимология
Термин происходит от фр. bombarde, которое было образовано от лат. bombus «жужжание, гудение». Латинское слово было, в свою очередь, заимствовано из др.-греч. βόμβος «глухой шум, гудение, гул, грохот» ономатопеического происхождения.
Суффикс «-arde» говорит о французском происхождении слова, откуда оно распространилось в другие европейские языки.
В некоторых источниках можно встретить народно-этимологическую версию происхождения от латинских «bombos» — шум, грохот и «ardere» — гореть, пылать.
Исходя из происхождения термина, следует ожидать, что в хрониках и летописях «бомбардой» могли назвать любое артиллерийское орудие — то есть всё, что грохочет и извергает огонь. Так, например, флорентийский хронист Джованни Виллани, описывая битву при Креси (1346) с чужих слов, предположительно называет «бомбардами» стрелявшие стрелами маленькие кувшиноподобные пушки рибальды (англ. ribaldis), использовавшиеся, согласно отчётам «Личного Гардероба» Эдуарда III, против французов английской армией: «В дело вступили также бомбарды, сотрясавшие воздух и землю с таким шумом, что, казалось, разгневался бог-громовержец. Они наносили большой урон людям и опрокидывали лошадей…»
К тому же, в XIV—XV веках артиллерия не имела ещё никакой стандартизации, каждое орудие было индивидуальным, а изображений, сопровождающих тексты, существует крайне мало, и техническая достоверность этих изображений сомнительна. Поэтому к применению и интерпретации этого термина следует подходить с осторожностью. В частности, фраза из хроники XIV века о том, что «на галере была установлена бомбарда», ещё не означает, что это было тяжелое осадное орудие большого калибра, возможно, что имеется в виду лёгкое 5-фунтовое орудие.

## Устройство

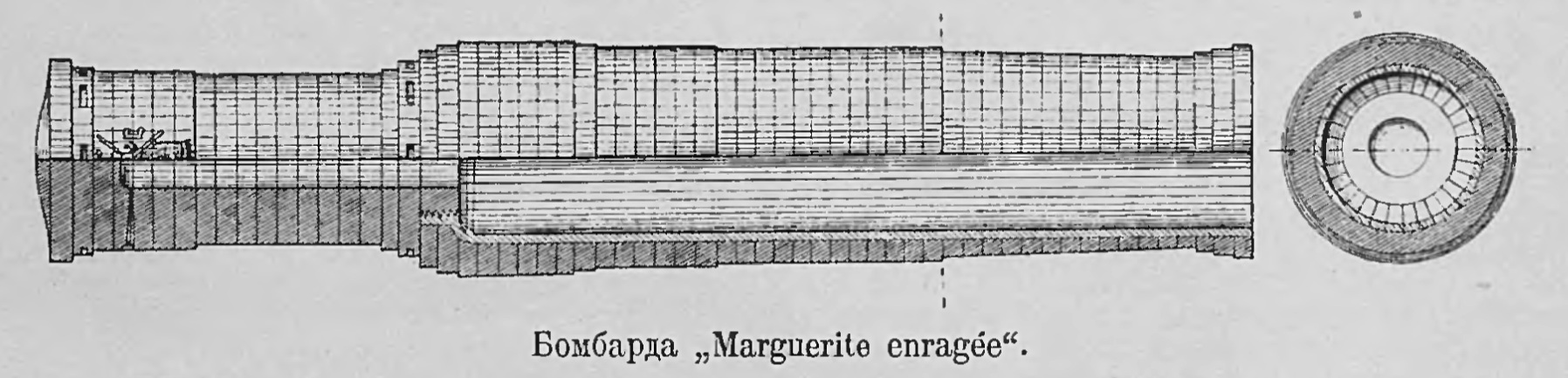
Конструкция бомбарды «Бешеная Грета» (Marguerite Enragee)

В XIV веке литья железа и чугуна не существовало (температура плавления железа в полтора раза выше, чем у меди и бронзы, поэтому применялась только ковка железа), а литьё меди и бронзы было недостаточно технологичным для изготовления больших орудий. Поэтому первые бомбарды делались из кованных железных полос, которые соединялись между собой на деревянной цилиндрической заготовке с помощью кузнечной сварки. Сверху эту конструкцию стягивали железные обручи.

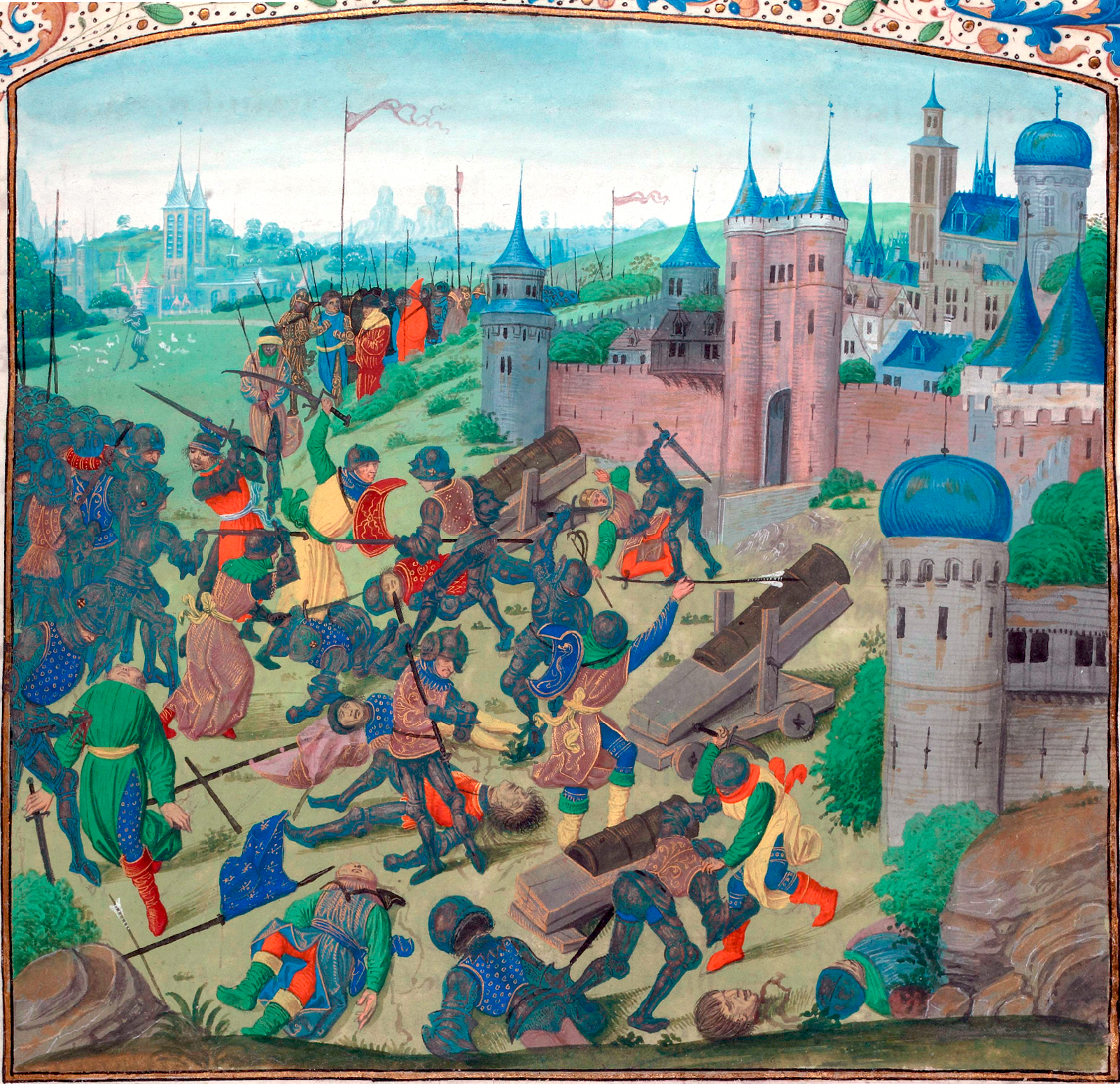
Битва при Никополе (1396). Миниатюра их «Хроник» Фруассара

По такой технологии сделана бомбарда «Marguerite Enragée», изготовленная в Генте в конце XIV века (по другим данным — в начале XV века) для осады Уденарда — внутренний слой орудия сварен из 32 продольных железных полос, а наружный из 41 железного сваренного кольца различной толщины, подогнанных вплотную друг к другу.
Калибр бомбарды был около 600 мм, вес, по разным источникам, от 11 до 16 тонн, длина канала — около 3 метров, общая длина орудия — более 4 метров. Вес каменного ядра — 320 кг.
Камора (зарядная камера) этой бомбарды была сделана отдельно, по такой же технологии, и имела меньший и наружный и внутренний диаметр. Она привинчивалась к стволу, для чего была снабжена гнездами для вставления рычагов. Поперечная нагрузка каменных ядер была небольшой, поэтому кучность и скорость их полёта были незначительными. С целью увеличения поперечной нагрузки снарядов увеличивался калибр бомбард, вплоть до 25 дюймов, как у колоссального орудия весом 1160 пудов, хранившегося в английском городе Вулвиче. 

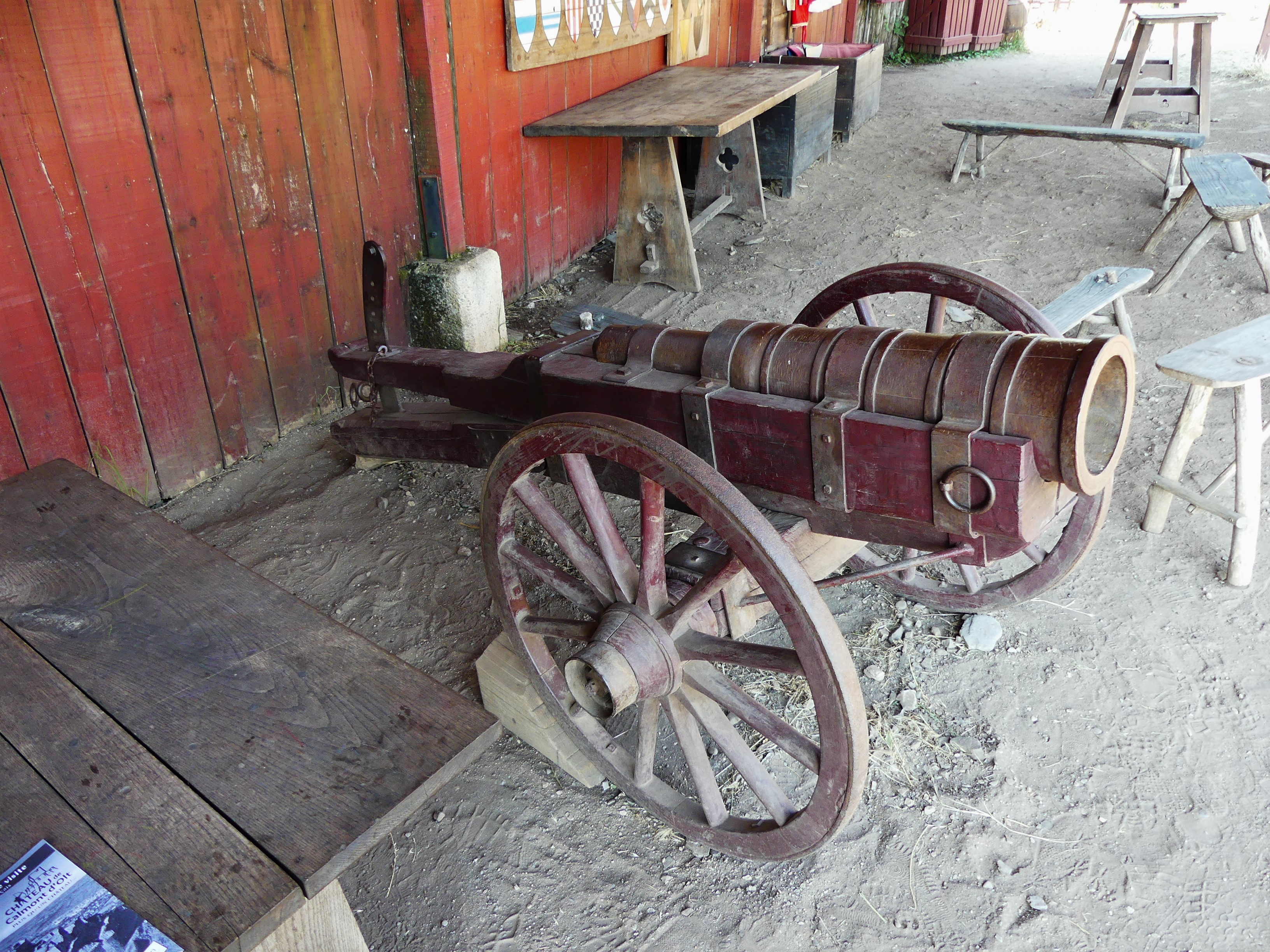
Бомбарда на лафете с железной кремельерой из французского замка Шато-де-Калмон (деп. Аверон). XV в.

С конца XIV века бомбарды стали отливать из легированной меди — бронзы. Так, в 1394 году во Франкфурте нюрнбергским мастером отлита была бронзовая бомбарда массой 8000 фунтов (3629 кг), длиной 7 футов (2,1 м) и калибром 20 дюймов (51 см), стрелявшая 350-фунтовым (159 кг) ядром и применявшаяся ещё в 1410 году битве при Грюнвальде.
Литые бомбарды зачастую снабжались изящными украшениями. Особенно этим отличались итальянские бомбарды. Крупные бомбарды носили собственные имена, данные им в честь героев истории или мифологии, так, в артиллерийском парке Людовика XI имелись бомбарды «Ясон» и «Медея».
Также со временем отказались и от вкладной зарядной каморы, так как она была сложна в изготовлении, имела неважную обтюрацию и создавала сложности в эксплуатации — из-за нагрева в момент выстрела металл расширялся и не позволял перезарядить орудие, пока не остынет. Таким образом все орудия стали дульнозарядными.
Одной из характерных черт конструкции бомбард было отсутствие цапф. Изначально бомбарды не имели лафета и укладывались в деревянные колоды или срубы, а сзади забивались сваи или возводились кирпичные стены для упора. В середине XV века появляются первые лафеты на колесах, сначала для полевых орудий, а затем и для осадных.
Угол возвышения не менялся, прицельные приспособления отсутствовали. В первой половине XV века появляются примитивные устройства вертикального наведения, кремельеры (от cremaillere — крюк),  в виде деревянных, окованных железом коромысел, между которыми передвигался ствол орудия, или изогнутых металлических пластин с отверстиями, по которым перемещался хвостовик лафета.
Скорострельность большой осадной бомбарды — несколько выстрелов в день. Это было связано со сложностью процедуры перезарядки бомбарды. Заряд обычно не превышал 1/10 веса ядра. Прицельная дальность стрельбы осадных бомбард доходила до 700 метров, корабельных — от 50 до 300 метров.

## История

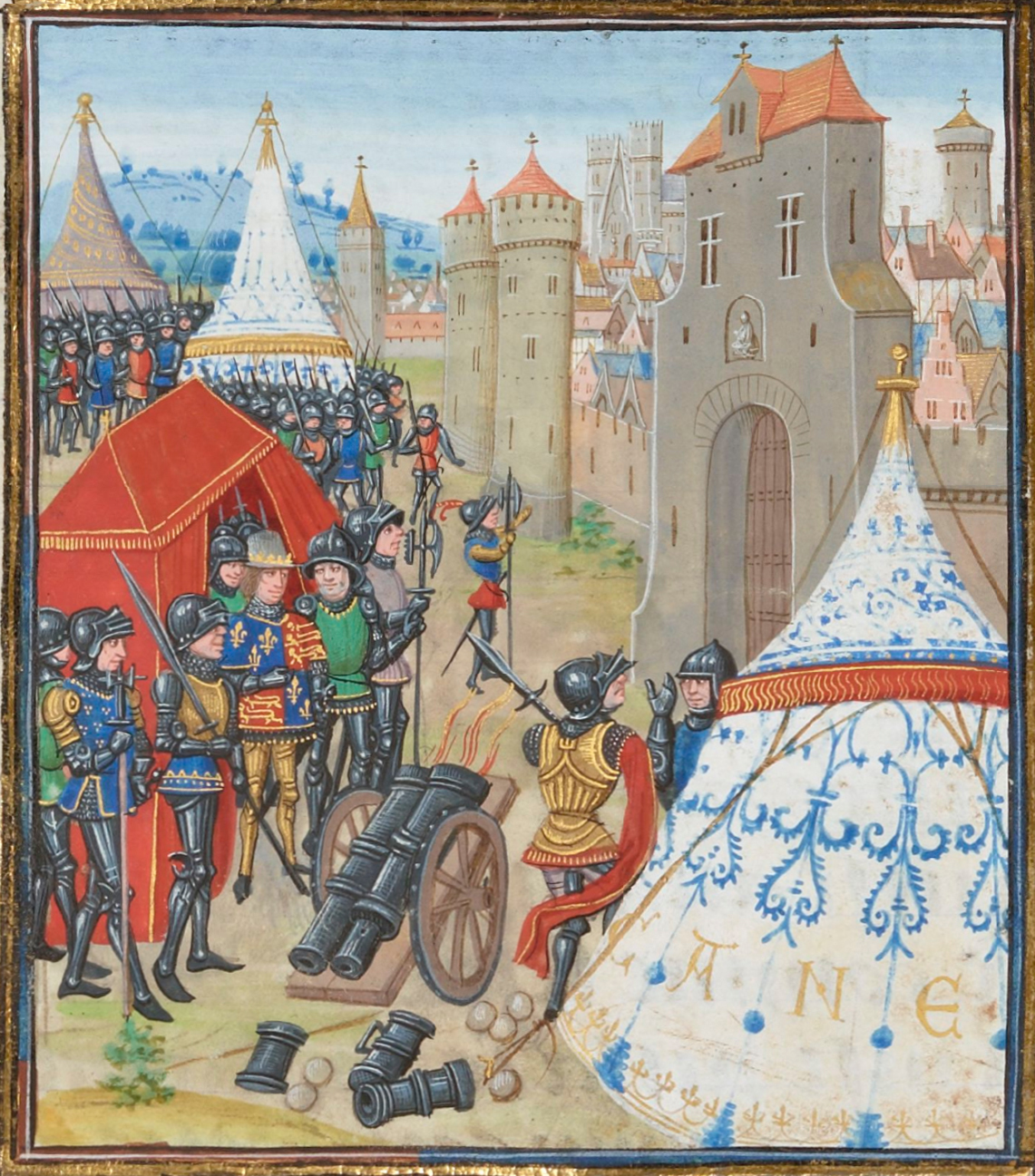
Осада Реймса армией Эдуарда III (1359). Миниатюра из «Хроник» Фруассара

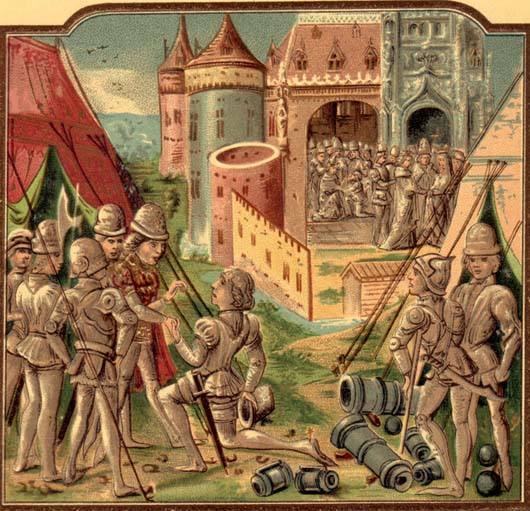
Лагерь Сигизмунда во время свадьбы с Марией Анжуйской (1385). Миниатюра из «Хроник» Фруассара

В Европейских сухопутных армиях бомбарды применялись, как минимум, с начала XIV столетия по XVI век, еще ранее появившись на флоте. Итальянские источники свидетельствуют о применении бомбард на судах торговых республик — Венецианской и Генуэзской. Впервые морские бомбарды упоминаются в «Statuto genovese di Gazzeria» (1316), где сообщается, что каждое судно грузоподъемностью не менее 600 тонн должно было иметь 5 бомбард, 120 железных или каменных ядер и 13 бочек пороха. 
Бомбарды сухопутные впервые упоминаются в 1333 году при описании осады англичанами шотландского города Берика. Уже в битве при Креси 1346 года англичане использовали, возможно, около 20 небольших бомбард. В документе из архива итальянского города Перуджа, датированном 1364 годом, упоминается уже применение 500 бомбард, большинство из которых, вероятно, являлись малокалиберными. 
Пушки, мортиры и гаубицы с литыми стволами окончательно вытеснили бомбарды лишь к началу XVII века.
В Турции, в качестве береговой артиллерии, бомбарды XV—XVI веков стояли на вооружении во второй половине XIX века. Существуют упоминания о применении береговой гладкоствольной артиллерии турками и во время Первой Мировой войны.

## Классификация и систематизация
В современной практике к бомбардам относят разные орудия, различавшиеся как конструктивно, так и по задачам. Поэтому зачастую термин «бомбарда» может ввести в заблуждение или быть не информативным.
К бомбардам относят:

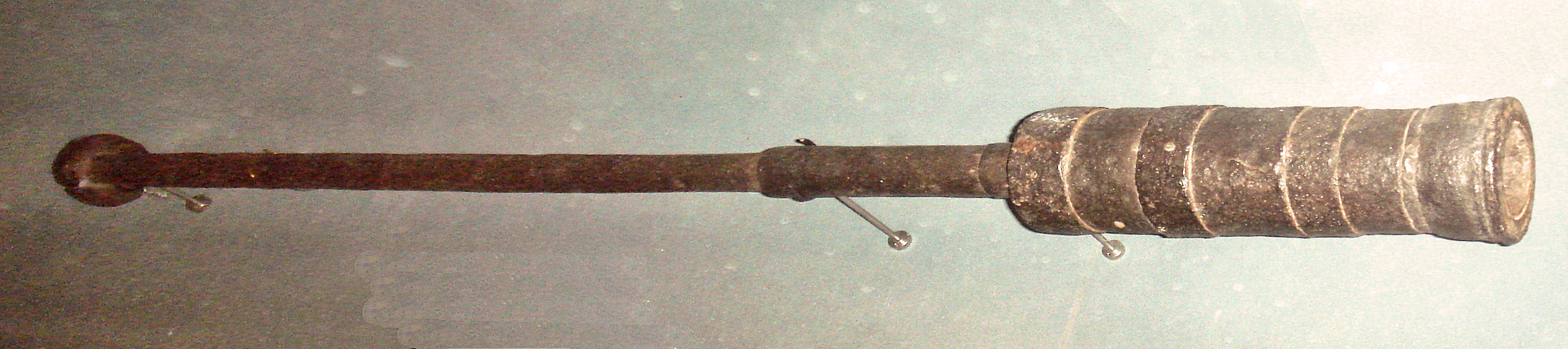
Ручная бомбарда (1390—1400), «Музей Армии», Париж

- по калибру — от 5-фунтовых (2,5 кг) орудий, до таких гигантов как Царь-пушка и Базилика с калибром более 0,5 метра и весом ядра более 500 кг. За неимением строгой классификации огнестрельного оружия XIV—XV века к бомардам относят и ручные огнестрельные конструкции, предшествовавшие аркебузам. Их иногда называют и «ручные бомбарды», «ручные кулеврины» и «ручные пушки»
- по функциональному назначению — как орудия для настильной стрельбы, так и орудия для навесной стрельбы.
- по конструкции — как дульнозарядные, так и казеннозарядные, причём, во втором случае камора может быть как резьбовая, привинчиваемая, так и пристыковываемая с помощью замка[1].
- по геометрическим параметрам — обычно для бомбарды характерна длина канала ствола в пределах 5-6 калибров. Хотя некоторые бомбарды имели и большее соотношение, а зачастую к бомбардам относят и орудия с гораздо меньшим удлинением ствола, по сути являющиеся мортирами, но относившимся к том периоду, когда термин «мортира» ещё не употреблялся.
- по способу изготовления — как кованные из полос железа (ранние орудия), так и литые из бронзы.
- по задачам — как осадные, так и корабельные орудия. Причём корабельные орудия служили не только для разрушения корпуса судна (аналогия осадного орудия), но и для разрушения рангоута и такелажа и для ведения огня по живой силе (команде) противника.
- первые орудия, стрелявшие картечью (дробовики, камнеметы) и, соответственно, предназначавшиеся для огня по живой силе противника, конструктивно не отличались от бомбард.

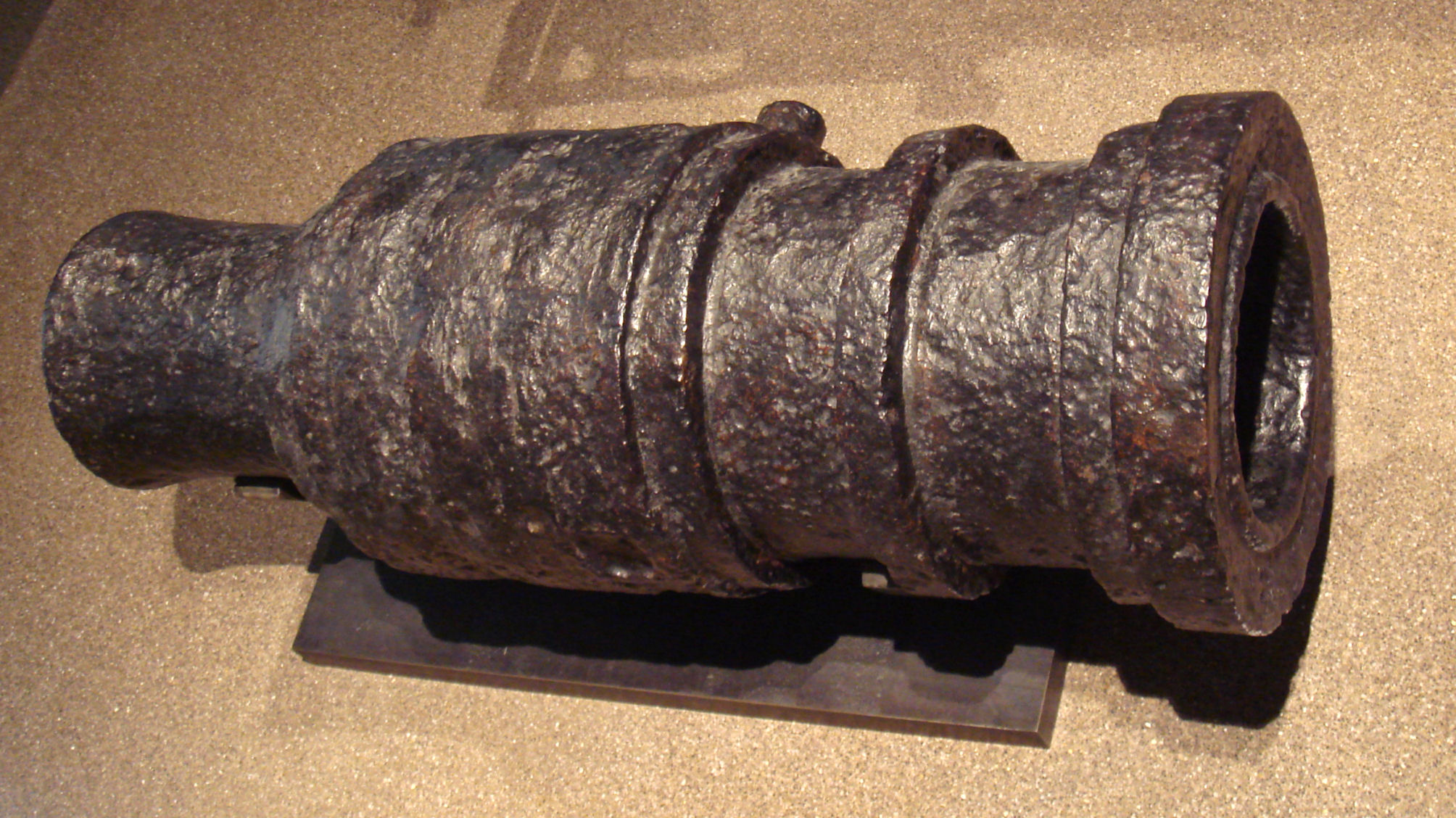
200-килограммовая бомбарда из кованого железа (около 1450 года), Мец, Франция. Состоит из металлических брусков, соединённых горячей ковкой и скреплённых металлическими обручами. Стреляла 6 килограммовыми каменными ядрами. Длина 82 см
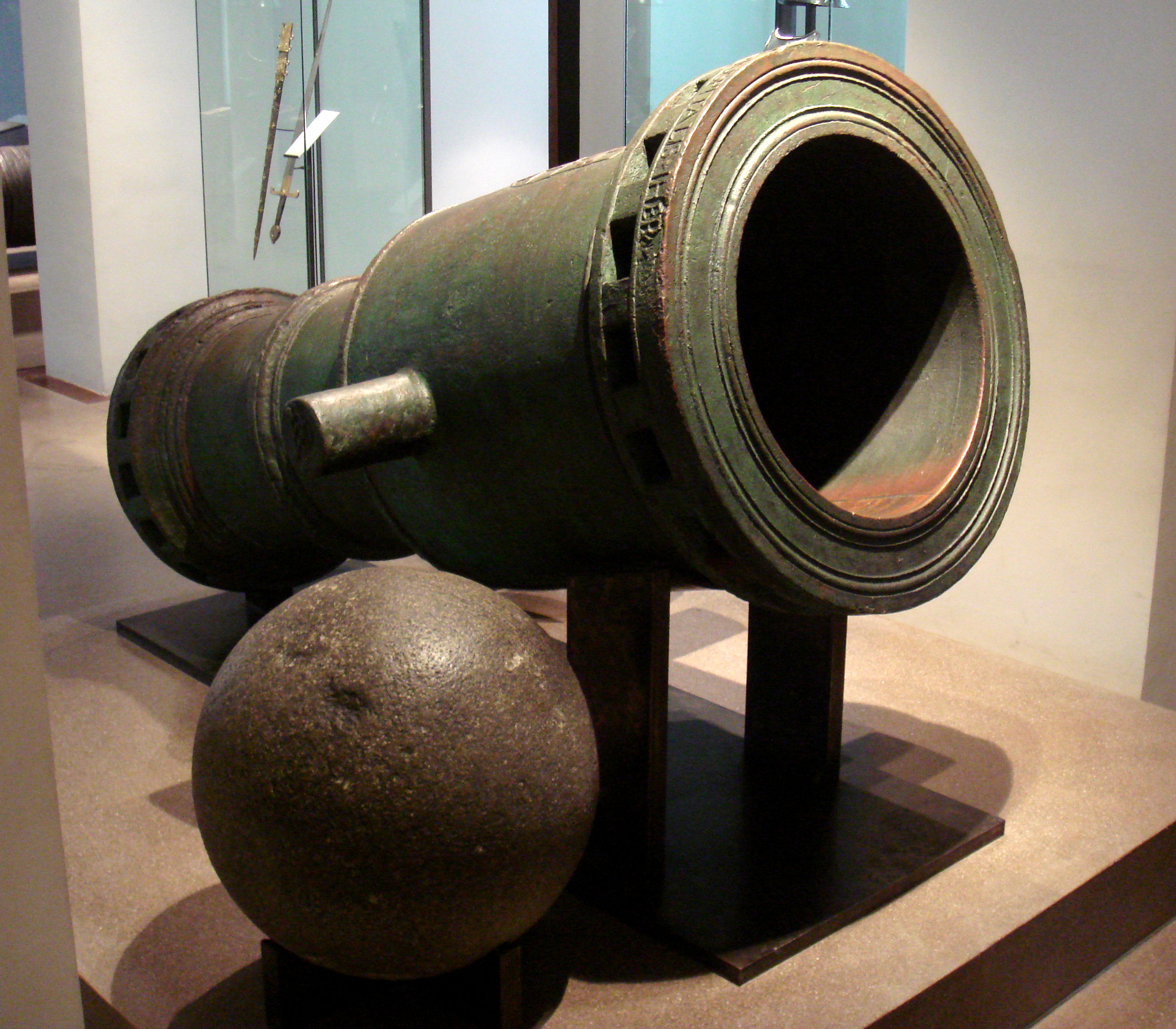
Бомбарда-мортира Мальтийского ордена с острова Родос (1480-1500), «Музей Армии», Париж. Была создана по заказу Пьера д'Обюссона и использовалась во время осады Родоса для обороны ближних подступов к стенам (100 — 200 м). Одна из крупнейших сохранившихся бомбард, стреляла гранитными ядрами весом 260 кг. Весит 3 325 кг
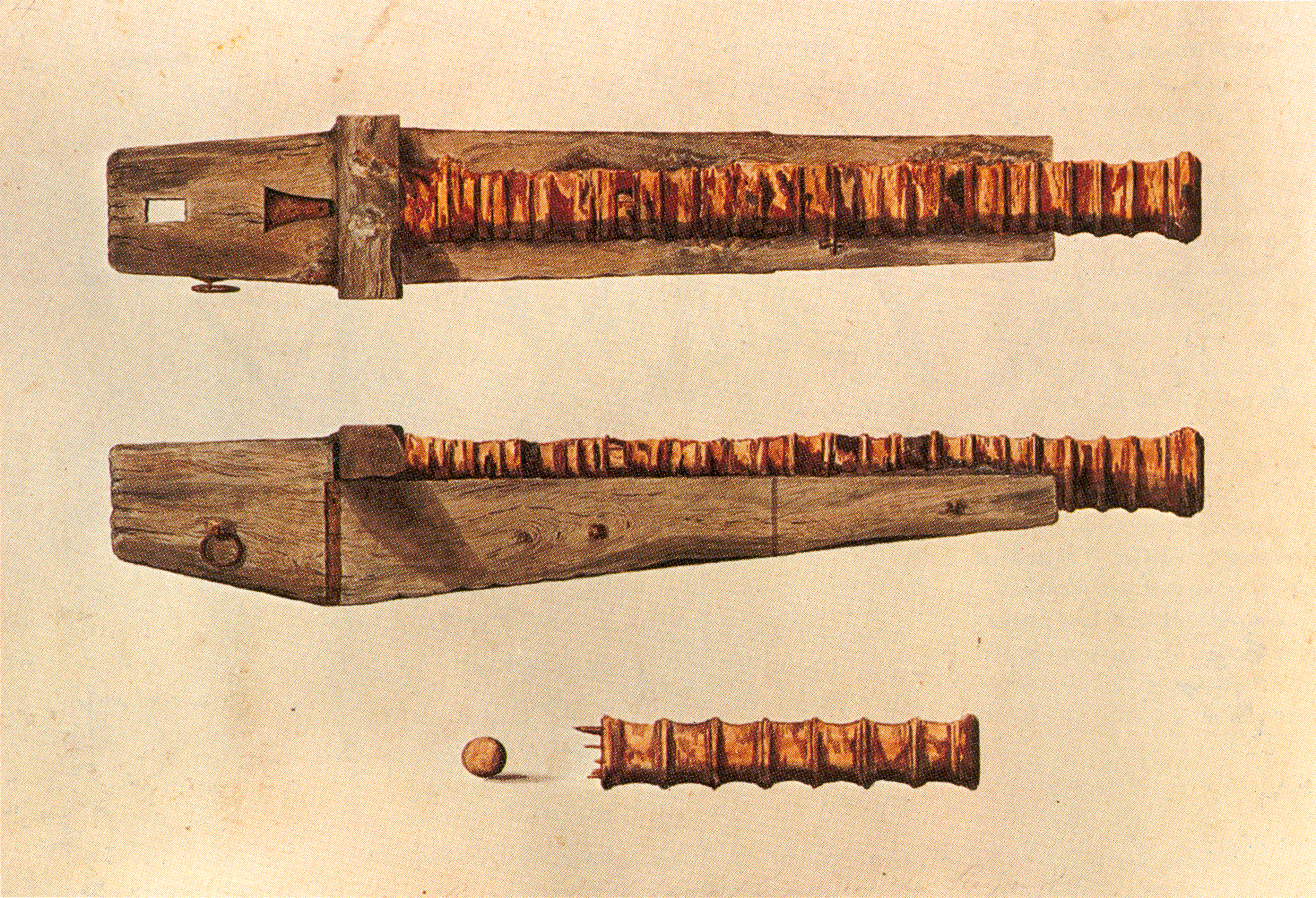
Корабельная бомбарда, поднятая с затонувшей каракки «Мэри Роуз», нач. XVI в.

## Известные бомбарды
- Кримхильда (нем. Khriemhilde) — в 1388 году принадлежала городу Нюрнбергу, войском которого использовалась при осаде мятежного замка. Имела вес около трёх тонн, стреляла каменными ядрами массой в 550 кг, для перевозки её использовалась упряжка из 16 лошадей, не считая ещё четырёх подвод, перевозивших, в общей сложности, всего 11 ядер[24].
- Marguerite Enragée («Безумная Маргарита», «Бешеная Грета», также известна как «Mad Margaret» и «Dulle Griet») — изготовлена в конце XIV века (по другим данным в начале XV века) в Генте (Бургундия, ныне Бельгия). Никогда не покидала город. Сейчас установлена на одной из площадей Гента.
- Faule Mette («Ленивая Метта», также используется перевод «Брауншвейгская Метта») — изготовлена в 1411 году в Священной Римской империи (ныне Германия). Занимает третье место в списке крупнейших гладкоствольных орудий. В 1787 году переплавлена. За всю свою историю стреляла 12 раз.
- Pumhart von Steyr — изготовлена в начале XV века в Лицене (Австрия). Крупнейшая по калибру (800 мм) бомбарда, сделанная из кованых железных полос. Ныне демонстрируется в Военно-историческом музее Вены.
- «Хмелик» — крупнокалиберная короткоствольная бомбарда-пиксида, по словам хрониста Бартошека из Драгониц, использовавшаяся в 1427 году гуситами Прокопа Великого при осаде королевского города Колин[25].
- Mons Meg («Монс Мег») — изготовлена в 1447 году в Монсе (Бургундия, ныне Бельгия). В настоящее время находится в Эдинбургском замке (Эдинбург, Шотландия).
- Базилика — изготовлена в 1453 году венгерским инженером Урбаном для османского султана Мехмеда II и предназначалась для штурма Константинополя. Отлита из бронзы за три месяца. За 6 недель эксплуатации разрушилась, хотя и выполнила свою задачу. Сведений о «Базилике» сохранилось мало, но подобная ей бомбарда — «Дарданельское орудие» — ныне демонстрируется в Форт-Нельсоне, в Англии.
- Царь-пушка — изготовлена в 1586 году в Москве. Самое большое по калибру (890 мм) гладкоствольное орудие в мире. Литое из бронзы, дульнозарядное. В боевых действиях не участвовала. Ныне демонстрируется в Московском Кремле. Царь-пушка является бомбардой самого большого в истории гладкоствольной артиллерии калибра — 890 мм[11].

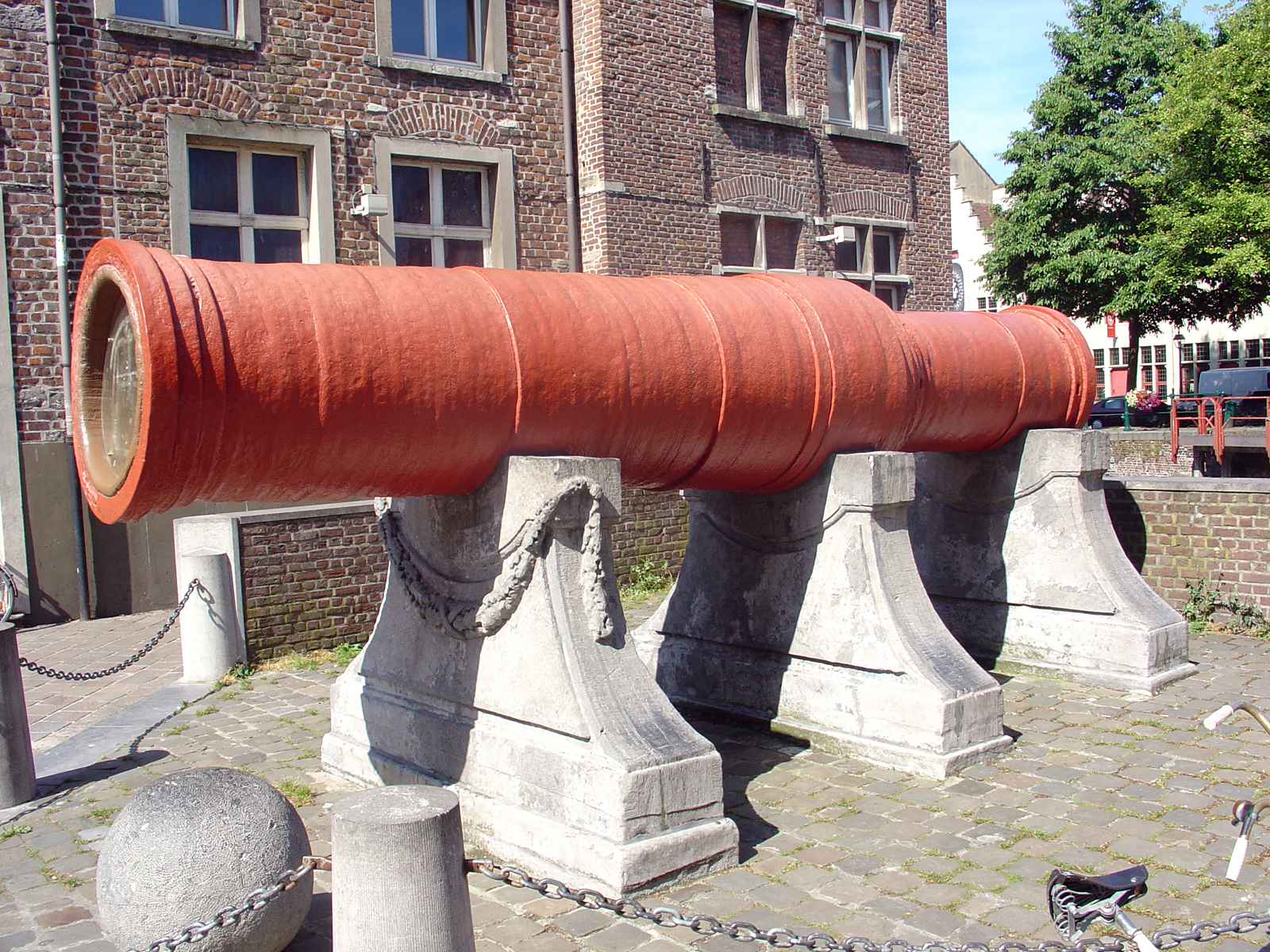
«Marguerite Enragée»
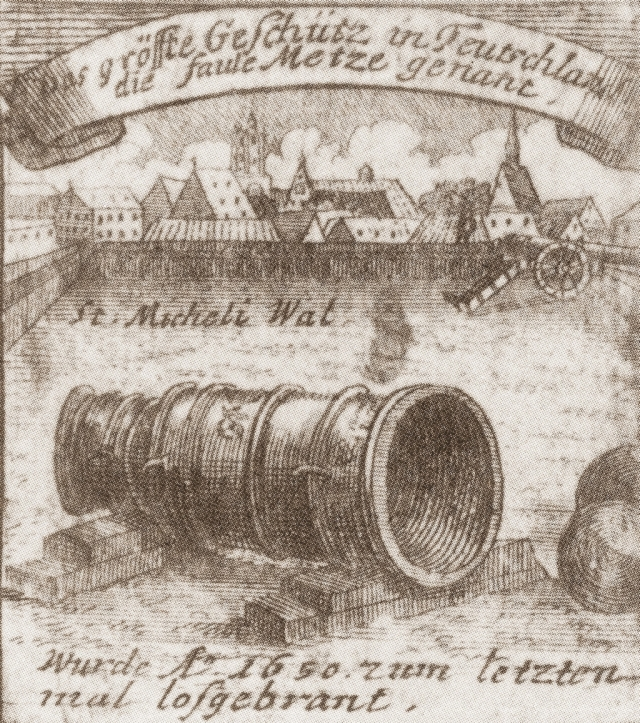
«Faule Mette»
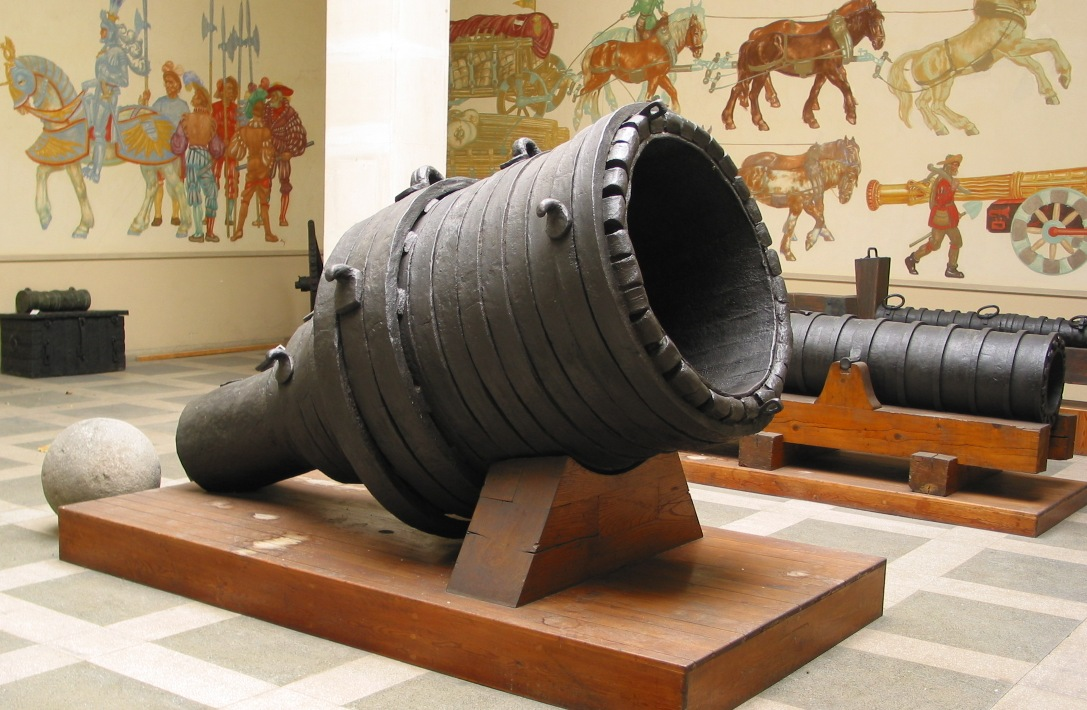
«Pumhart von Steyr»
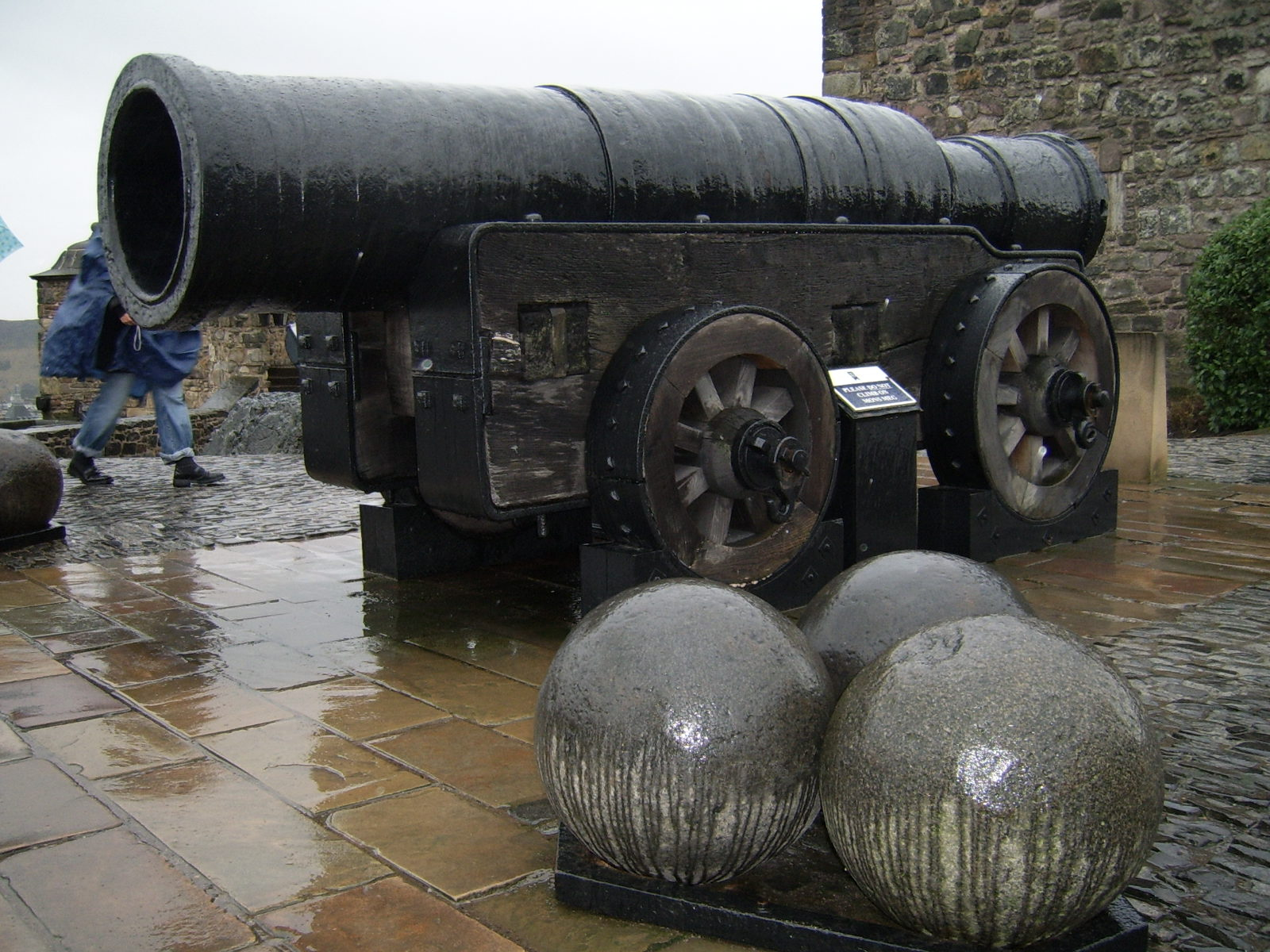
«Mons Meg»
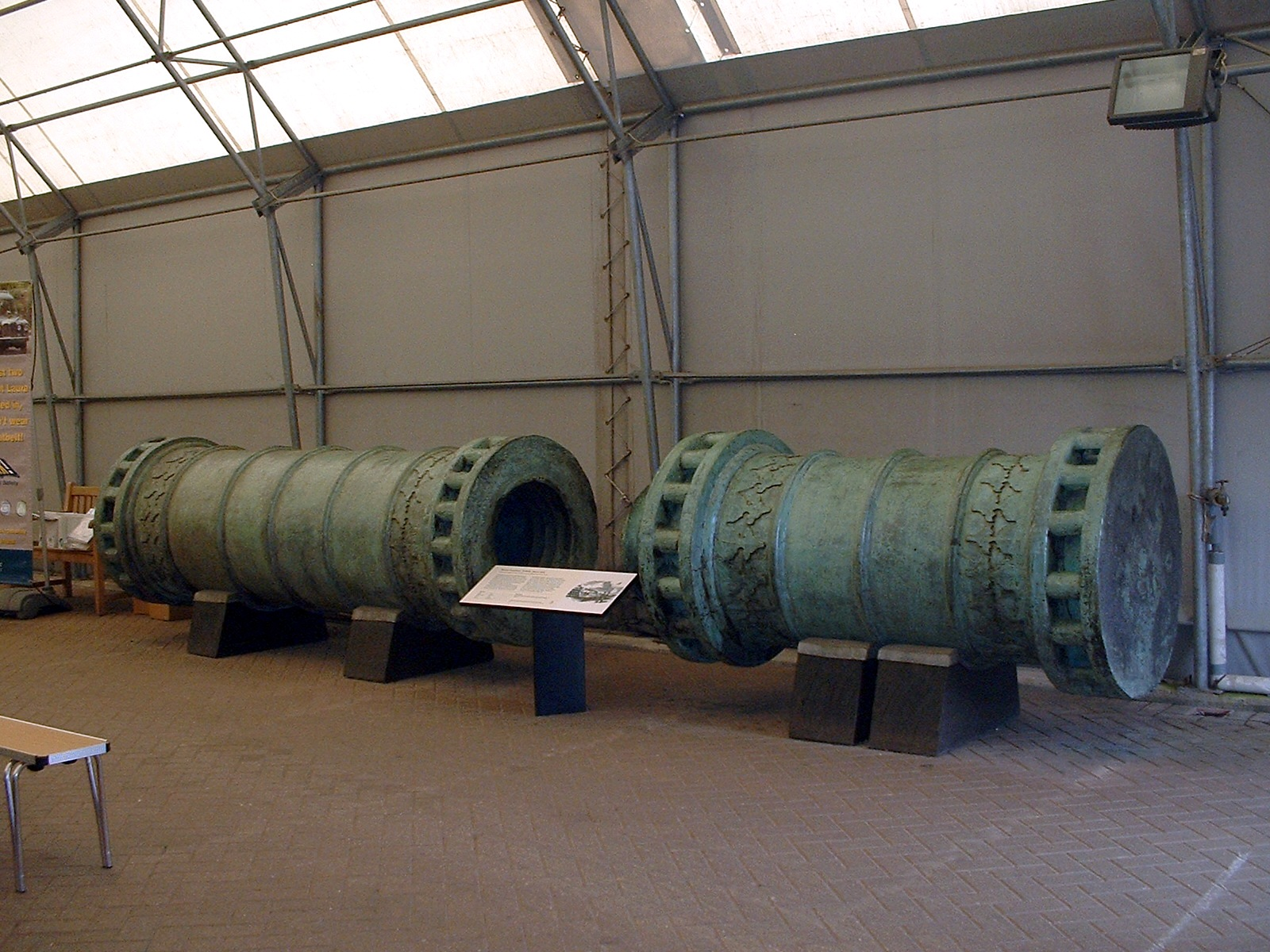
«Дарданельское орудие»
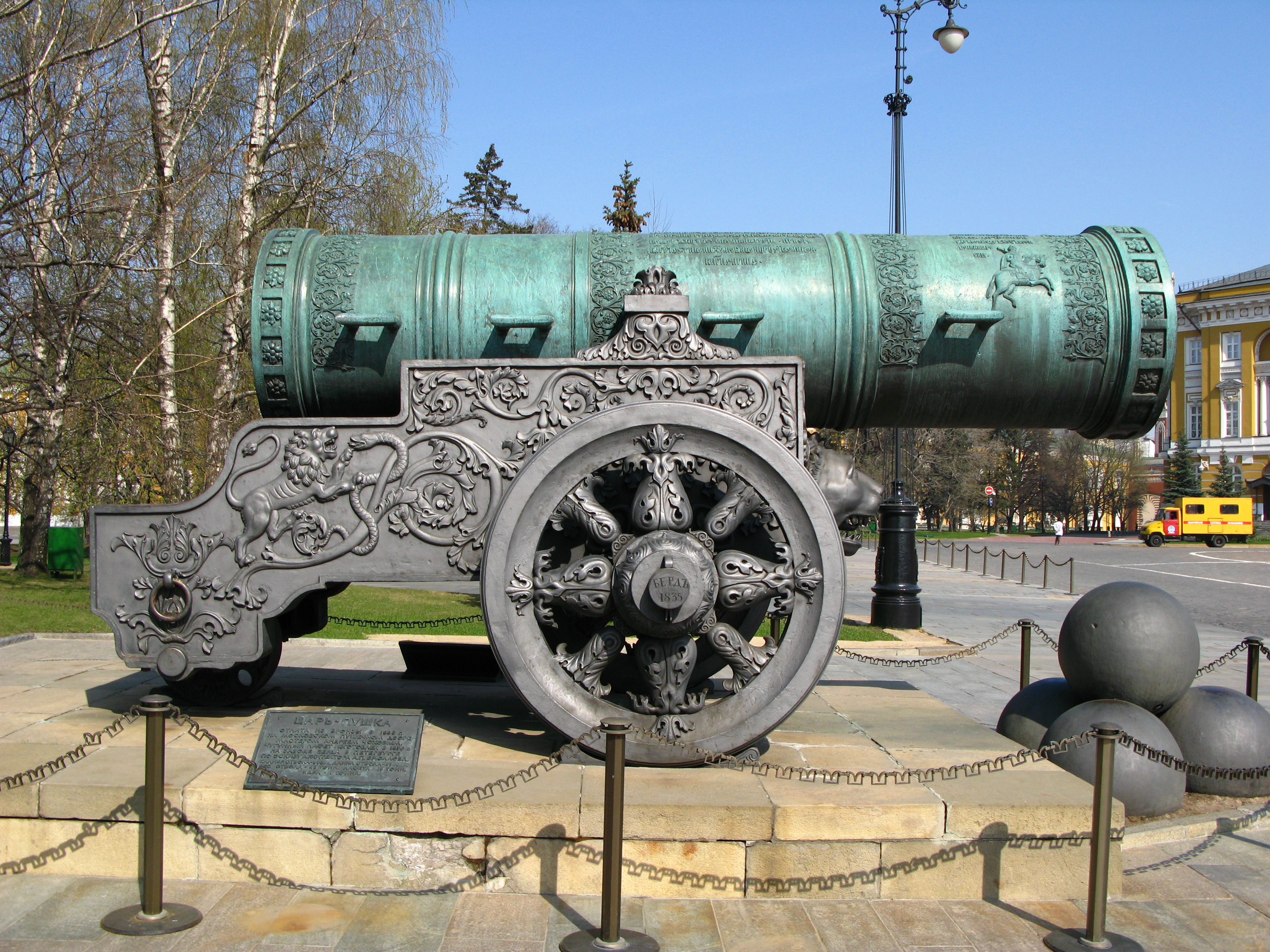
«Царь-пушка»

## Ошибки в источниках
Информация по средневековой технике зачастую искажена и недостоверна. Связано это с отсутствием в те времена каких-либо стандартов даже по мерам длины и веса, отсутствием чертежей и точных описаний, скудостью дошедших до нас описаний и примитивностью изображений.
Тем не менее зачастую даже числовая информация, даже в серьёзных изданиях, таких как энциклопедии, транслируется из века в век бездумно и без тщательной проверки.
Так, в Военной энциклопедии 1911—1915 годов приведены следующие данные о бомбарде «Marguerite Enragée»:

«Бомбарда города Гента, отлитая въ концѣ XIV в. для осады Уденарда. Клб. 22 дм, вѣсъ камен. ядра 20 пуд.; длина канала 5 клб., а общая — 2 сж., вѣсъ ок. 1000 пд. Названа была „Marguerite enragée“, въ память Маргариты Жестокой, графини фландрской, ум. въ 1279 г.»
Подобные данные приводит А. Б. Широкорад в статье в «Популярной механике»:

«Так, например, в 1382 году в городе Генте (Бельгия) была изготовлена бомбарда „Бешеная Маргарита“, названная так в память о графине Фландрской Маргарите Жестокой. Калибр бомбарды — 559 мм, длина ствола — 7,75 калибра (клб), а длина канала — 5 клб. Вес орудия — 11 т. „Бешеная Маргарита“ стреляла каменными ядрами весом в 320 кг»
Калибр в двух источниках приводится 22 дюйма (558,8 мм), вес каменного ядра 320 кг (20 пудов).
Но простой расчёт показывает, что каменное ядро (из гранита или базальта) имеет диаметр 610—620 мм, то есть больше приводимого калибра.
Такая ошибка связана скорее всего с несоответствием средневековых мер длины и веса современным стандартам. Так, дюйм во Франции был равен 2,7 сантиметра, а на территории Германии встречались значения дюйма более 3 сантиметров. Такое же несоответствие могло иметь место и с единицами веса.
Интересно, что и вес этого орудия в разных источниках приводится разный — 11 тонн, 12,5 тонн Dulle Griet (kanon), 16,4 тонныDulle Griet.
Такая же путаница возникает и в вопросах классификация средневековых орудий. Так, тот же А. Б. Широкорад в «Энциклопедии отечественной артиллерии» (2000 год) пишет про Царь-пушку:

«Если судить по конструкции орудия, а не по названию, то „Царь-пушка“ является гаубицей. В описи 1727 года она именовалась 1500-фунтовым дробовиком. … Рядом с „Царь-пушкой“ уложены огромные чугунные ядра весом по 1 тонне. Это бутафория. „Царь-пушка“ не могла стрелять ни чугунными, ни каменными ядрами (расчетный вес каменного ядра 600 кг) её бы вдребезги разнесло при первом же выстреле. Единственным видом боеприпаса, пригодным для неё, была картечь.»
Он же позже, в 2005 году, в вышеупомянутой статье приводит более детальное исследование назначения «Царь-пушки» и архивных записей по ней:

«Документы об испытаниях Царь-пушки или применении её в боевых условиях не сохранились, что дало основание для длительных споров о её назначении. Большинство историков и военных в XIX и начале XX веков считали, что Царь-пушка — это дробовик. … В XVIII — начале XX веков Царь-пушка именовалась во всех официальных документах дробовиком. … Итак, Царь-пушка — это бомбарда, предназначенная для стрельбы каменными ядрами. Вес каменного ядра Царь-пушки составлял около 50 пудов (819 кг), а чугунное ядро такого калибра весит 120 пудов (1,97 т). В качестве же дробовика Царь-пушка была крайне неэффективна.»
Это говорит об осторожности, с которой следует использовать классификацию, терминологию и другие сведения о средневековой технике.

## Свидетельства современников
Бургундский рыцарь и историк Жан де Ваврен, участник крестового похода на Варну 1443—1444 годов, в своих «Староанглийских хрониках» рассказывает о применении бомбард при осаде турецкой крепости Джурджа на Дунае:

Господин Ваврен… приказал выгрузить бомбарду с галеры и притащить ее вверх на салазках. Для защиты бомбарды он сказал своим людям установить три большие плетеные мантелеты так, чтобы они полностью закрывали бомбарду… Когда наступил день и рассвело достаточно, чтобы можно было целиться в крепость, они открыли огонь, стреляя каменными ядрами из гладкого природного брабантского камня. Ядро ударило именно туда, где соединялась стена и башня… Каменное ядро рассыпалось в пыль, создав на какое-то время большое облако пыли вокруг, такое, что в течение какого-то времени не было видно ни стены, ни башни. Наши люди подумали, что смогли пробить брешь в стене и что ядро прошло сквозь нее, и начали ликовать… Некоторое время спустя князь Валахии приказал зарядить бомбарду и открыть огонь. Когда выстрел был произведен и пыль осела, ему, как и остальным, показалось, что трещина стала еще больше и теперь даже башня накренилась… Слыша выстрелы, сэр Реньо де Конфиде, завтракавший с господином Вавреном, заметил: «Этот Влах будет стрелять из нашей бомбарды столько, что она, в конце концов, разорвется. Нам надо послать кого-нибудь сказать ему, чтобы он дал ей остыть и не продолжал огонь, пока вы не вернетесь». Однако, до того как их человек успел прибыть к князю, Валах снова приказал выстрелить, что сломало два железных обруча, убило двух гребцов… Узнав, что произошло, де Ваврен и де Конфиде очень разозлились, но мастер с галеры сообщил, что если повреждены всего два обруча и если не повреждены кованые полосы, то можно бомбарду починить…

## В художественной литературе
В историческом романе Артура Конан-Дойла «Белый отряд» (1891) главные герои-англичане, осажденные вместе с Бертраном Дюгекленом в замке Вильфранш восставшими жаками, безуспешно пытаются использовать для защиты две найденные в башне бомбарды, в конечном итоге просто воспользовавшись заготовленным для них запасом пороха. В другом романе Конан-Дойла «Сэр Найджел Лоринг» (1906) пленный французский рыцарь Рауль Деларош советует англичанам использовать бомбарды для разрушения ворот осажденного последними замка Ла Броиньер, принадлежащего бретонскому барону Оливье «Мяснику» де Сент-Ивону.

## Комментарии
1. ↑  Русский артиллерийский фунт равен 0,4914 кг Фунт (единица измерения)